# Campeonato Espanhol de Patinação Artística no Gelo
O Campeonato Espanhol de Patinação Artística no Gelo (em castelhano:  Campeonato De España De Patinaje Sobre Hielo) é uma competição nacional anual de patinação artística no gelo da Espanha. Os patinadores atualmente competem em dois eventos, individual masculino, individual feminino, duplas e dança no gelo, nos níveis sênior, júnior e noviço. 
A competição determina os campeões nacionais e os representantes da Espanha em competições internacionais como Campeonato Mundial, Campeonato Mundial Júnior, Campeonato Europeu e os Jogos Olímpicos de Inverno.

## Edições
| Ano (Edição) | Cidade sede   | Sênior | Sênior | Sênior | Sênior | Ref           |
| Ano (Edição) | Cidade sede   | M      | F      | P      | D      | Ref           |
| ------------ | ------------- | ------ | ------ | ------ | ------ | ------------- |
| 1994         |               | –      | •      | –      | –      | [ 1 ]         |
| 1995         | Majadahonda   | –      | •      | –      | –      | [ 1 ]         |
| 1996         | Jaca          | –      | •      | –      | –      | [ 1 ]         |
| 1998         | Jaca          | –      | •      | –      | –      | [ 1 ]         |
| 1998         |               | –      | •      | –      | –      | [ 1 ]         |
| 1999         | Puigcerdà     | •      | •      | –      | –      | [ 1 ]         |
| 2000         | San Sebastián | •      | •      | –      | –      | [ 2 ]         |
| 2001         | Barcelona     | •      | •      | –      | –      | [ 3 ]         |
| 2002         | Jaca          | •      | •      | –      | –      | [ 4 ]         |
| 2003         | Madrid        | •      | •      | –      | –      | [ 5 ]         |
| 2004         | Viella        | •      | •      | –      | –      | [ 6 ]         |
| 2005         | Vilalba       | •      | •      | –      | –      | [ 7 ]         |
| 2006         | Jaca          | •      | –      | –      | –      | [ 8 ]         |
| 2007         | Madrid        | –      | –      | –      | –      | [ 9 ]         |
| 2008         | Logroño       | –      | –      | –      | •      | [ 10 ]        |
| 2009         | Majadahonda   | •      | •      | –      | –      | [ 11 ] [ 12 ] |
| 2010         | Barcelona     | •      | •      | –      | –      | [ 13 ]        |
| 2011         | Jaca          | •      | •      | –      | •      | [ 14 ]        |
| 2012         | Majadahonda   | •      | •      | •      | •      | [ 15 ]        |
| 2013         | Jaca          | •      | •      | •      | •      | [ 16 ]        |
| 2014         | Granada       | •      | •      | •      | •      | [ 17 ] [ 18 ] |
| 2015         | San Sebastián | •      | •      | •      | •      | [ 19 ]        |
| 2016         | Vielha        | •      | •      | –      | •      | [ 20 ]        |
| 2017         | Jaca          | •      | –      | •      | •      | [ 21 ]        |

## Lista de medalhistas

### Individual masculino
| Evento                        | Ouro                                             | Prata                                            | Bronze                                           |
| Puigcerdà 1999                | ?                                                | Yon Garcia                                       | ?                                                |
| San Sebastián 2000            | Yon Garcia                                       | Daniel Peinado                                   | Miguel Ballesteros                               |
| Barcelona 2001                | Yon Garcia                                       | Daniel Peinado                                   | nenhum outro competidor                          |
| Jaca 2002                     | Yon Garcia                                       | nenhum outro competidor                          | nenhum outro competidor                          |
| Madrid 2003                   | Yon Garcia                                       | nenhum outro competidor                          | nenhum outro competidor                          |
| Barcelona 2004                | Juan Legaz                                       | Yon Garcia                                       | nenhum outro competidor                          |
| Vilalba 2005                  | Manuel Legaz                                     | Javier Fernández                                 | nenhum outro competidor                          |
| Jaca 2006                     | Salvador Vallejo                                 | nenhum outro competidor                          | nenhum outro competidor                          |
| 2007–2008                     | Não houve disputa do individual masculino sênior | Não houve disputa do individual masculino sênior | Não houve disputa do individual masculino sênior |
| Majadahonda 2009 (detalhes)   | Javier Fernández                                 | nenhum outro competidor                          | nenhum outro competidor                          |
| Barcelona 2010 (detalhes)     | Javier Raya                                      | Javier Fernández                                 | Felipe Montoya                                   |
| Jaca 2011 (detalhes)          | Javier Fernández                                 | Felipe Montoya                                   | nenhum outro competidor                          |
| Majadahonda 2012 (detalhes)   | Javier Fernández                                 | Javier Raya                                      | Felipe Montoya                                   |
| Jaca 2013 (detalhes)          | Javier Fernández                                 | Javier Raya                                      | Felipe Montoya                                   |
| Granada 2014 (detalhes)       | Javier Fernández                                 | Javier Raya                                      | Felipe Montoya                                   |
| San Sebastián 2015 (detalhes) | Javier Fernández                                 | Felipe Montoya                                   | Javier Raya                                      |
| Vielha 2016 (detalhes)        | Javier Fernández                                 | Javier Raya                                      | Felipe Montoya                                   |
| Jaca 2017 (detalhes)          | Javier Fernández                                 | Javier Raya                                      | Felipe Montoya                                   |

### Individual feminino
| Evento                        | Ouro                                            | Prata                                           | Bronze                                          |
| 1994                          | Marta Andrade                                   | ?                                               | ?                                               |
| Majadahonda 1995              | Marta Andrade                                   | ?                                               | ?                                               |
| Jaca 1996                     | Marta Andrade                                   | ?                                               | ?                                               |
| Jaca 1997                     | Marta Andrade                                   | ?                                               | ?                                               |
| 1998                          | Marta Andrade                                   | ?                                               | ?                                               |
| Puigcerdà 1999                | Marta Andrade                                   | Melania Albea                                   | ?                                               |
| San Sebastián 2000            | Marta Andrade                                   | Melania Albea                                   | Rosa Muela                                      |
| Barcelona 2001                | Marta Andrade                                   | Alibel Alegre                                   | Melania Albea                                   |
| Jaca 2002                     | Meritxell Baraunt                               | Alibel Alegre                                   | Rosa Muela                                      |
| Madrid 2003                   | Meritxell Baraunt                               | nenhuma outra competidora                       | nenhuma outra competidora                       |
| Barcelona 2004                | Jenifer Tena                                    | nenhuma outra competidora                       | nenhuma outra competidora                       |
| Villalba 2005                 | Sonia Lafuente                                  | nenhuma outra competidora                       | nenhuma outra competidora                       |
| 2006–2008                     | Não houve disputa do individual feminino sênior | Não houve disputa do individual feminino sênior | Não houve disputa do individual feminino sênior |
| Majadahonda 2009 (detalhes)   | Sonia Lafuente                                  | nenhuma outra competidora                       | nenhuma outra competidora                       |
| Barcelona 2010 (detalhes)     | Monica Gimeno                                   | nenhuma outra competidora                       | nenhuma outra competidora                       |
| Jaca 2011 (detalhes)          | Sonia Lafuente                                  | Monica Gimeno                                   | Alisa Morozova                                  |
| Majadahonda 2012 (detalhes)   | Sonia Lafuente                                  | Monica Gimeno                                   | nenhuma outra competidora                       |
| Jaca 2013 (detalhes)          | Sonia Lafuente                                  | Marta Garcia                                    | nenhuma outra competidora                       |
| Granada 2014 (detalhes)       | Sonia Lafuente                                  | Marta Garcia                                    | nenhuma outra competidora                       |
| San Sebastián 2015 (detalhes) | Sonia Lafuente                                  | Marta Garcia                                    | nenhuma outra competidora                       |
| Vielha 2016 (detalhes)        | Valentina Matos                                 | Sonia Lafuente                                  | nenhuma outra competidora                       |
| 2017                          | Não houve disputa do individual feminino sênior | Não houve disputa do individual feminino sênior | Não houve disputa do individual feminino sênior |

### Duplas
| Evento                        | Ouro                               | Prata                              | Bronze                             |
| Majadahonda 2012 (detalhes)   | Veronica Grigorieva Aritz Maestu   | nenhum outro competidor            | nenhum outro competidor            |
| Jaca 2013 (detalhes)          | Veronica Grigorieva Aritz Maestu   | nenhum outro competidor            | nenhum outro competidor            |
| Granada 2014 (detalhes)       | Marcelina Lech Aritz Maestu        | nenhum outro competidor            | nenhum outro competidor            |
| San Sebastián 2015 (detalhes) | Marcelina Lech Aritz Maestu        | nenhum outro competidor            | nenhum outro competidor            |
| 2016                          | Não houve disputa de duplas sênior | Não houve disputa de duplas sênior | Não houve disputa de duplas sênior |
| Jaca 2017 (detalhes)          | Laura Barquero Aritz Maestu        | Dorota Broda Pedro Betegón         | nenhum outro competidor            |

### Dança no gelo
| Evento                        | Ouro                                      | Prata                                     | Bronze                                    |
| Logroño 2008 (detalhes)       | Sara Hurtado Adrià Díaz                   | nenhum outro competidor                   | nenhum outro competidor                   |
| 2009–2010                     | Não houve disputa da dança no gelo sênior | Não houve disputa da dança no gelo sênior | Não houve disputa da dança no gelo sênior |
| Jaca 2011 (detalhes)          | Sara Hurtado Adrià Díaz                   | nenhum outro competidor                   | nenhum outro competidor                   |
| Majadahonda 2012 (detalhes)   | Sara Hurtado Adrià Díaz                   | nenhum outro competidor                   | nenhum outro competidor                   |
| Jaca 2013 (detalhes)          | Sara Hurtado Adrià Díaz                   | Celia Robledo Luis Fenero                 | nenhum outro competidor                   |
| Granada 2014 (detalhes)       | Sara Hurtado Adrià Díaz                   | Celia Robledo Luis Fenero                 | nenhum outro competidor                   |
| San Sebastián 2015 (detalhes) | Celia Robledo Luis Fenero                 | nenhum outro competidor                   | nenhum outro competidor                   |
| Vielha 2016 (detalhes)        | Sara Hurtado Kirill Khaliavin             | Olivia Smart Adrià Díaz                   | Celia Robledo Luis Fenero                 |
| Jaca 2017 (detalhes)          | Olivia Smart Adrià Díaz                   | Sara Hurtado Kirill Khaliavin             | Celia Robledo Luis Fenero                 |